# Partie polityczne Czech
Partie polityczne w Czechach – w Czechach funkcjonuje system wielopartyjny, który ukształtował się po demokratyzacji i rozpadzie Czechosłowacji. Partie rywalizują o miejsca w Izbie Poselskiej, Senacie oraz Parlamencie Europejskim.
| Partia Polityczna                | Partia Polityczna                                                            | Lider                    | Ideologia                 | Izba Poselska | Senat    | PE       |
| Koalicja                         | Koalicja                                                                     | Koalicja                 | Koalicja                  | Koalicja      | Koalicja | Koalicja |
| -------------------------------- | ---------------------------------------------------------------------------- | ------------------------ | ------------------------- | ------------- | -------- | -------- |
|                                  | Obywatelska Partia Demokratyczna (ODS) Občanská demokratická strana          | Petr Fiala               | Liberalny konserwatyzm    | 34/200        | 23/81    | 4/21     |
|                                  | Unia Chrześcijańska i Demokratyczna – Czechosłowacka Partia Ludowa (KDU-ČSL) | Marek Výborný            | chrześcijańska demokracja | 23/200        | 12/81    | 1/21     |
|                                  | TOP 09                                                                       | Markéta Pekarová Adamová | Liberalny konserwatyzm    | 14/200        | 7/81     | 2/21     |
|                                  | Burmistrzowie i Niezależni (STAN)                                            | Vít Rakušan              | liberalizm                | 33/200        | 15/81    | 2/21     |
|                                  | Czeska Partia Piratów Česká pirátská strana                                  | Zdeněk Hřib              | Polityka piratów          | 4/200         | 3/81     | 1/21     |
| Opozycja Parlamentarna           |                                                                              |                          |                           |               |          |          |
|                                  | ANO 2011 (ANO)                                                               | Andrej Babiš             | Populizm                  | 72/200        | 5/81     | 7/21     |
|                                  | Wolność i Demokracja Bezpośrednia (SPD)                                      | Tomio Okamura            | Populizm                  | 20/200        | 0/81     | 1/21     |
|                                  | Czeska Partia Socjaldemokratyczna (SOCDEM) Sociální demokracie               | Jana Maláčová            | Socjaldemokracja          | 0/200         | 3/81     | 0/21     |
| Partie reprezentowane tylko w PE |                                                                              |                          |                           |               |          |          |
|                                  | Komunistyczna Partia Czech i Moraw (KSČM) Komunistická strana Čech a Moravy  | Kateřina Konečná         | Komunizm                  | Brak          | Brak     | 1/21     |
|                                  | Přísaha                                                                      | Robert Šlachta           | Populizm                  | Brak          | Brak     | 2/21     |